# Faubourg (Châtelet)
Faubourg is een wijk in de Belgische stad Châtelet in de provincie Henegouwen. Faubourg ligt in het zuidoosten van het stadscentrum, langs de zuidelijke uitvalswegen uit de stad richting Presles.

## Geschiedenis
De Ferrariskaart uit de jaren 1770 toont hier al een bebouwde voorstad. Kaarten uit de 19de eeuw tonen de plaatsnamen le Faubourg en le Trieu. Dankzij een schenking van juffrouw Coraly Pirmez werd een kerk opgetrokken in de wijk in 1878 en 1879.

## Bezienswaardigheden
- De Église de l'Immaculée Conception

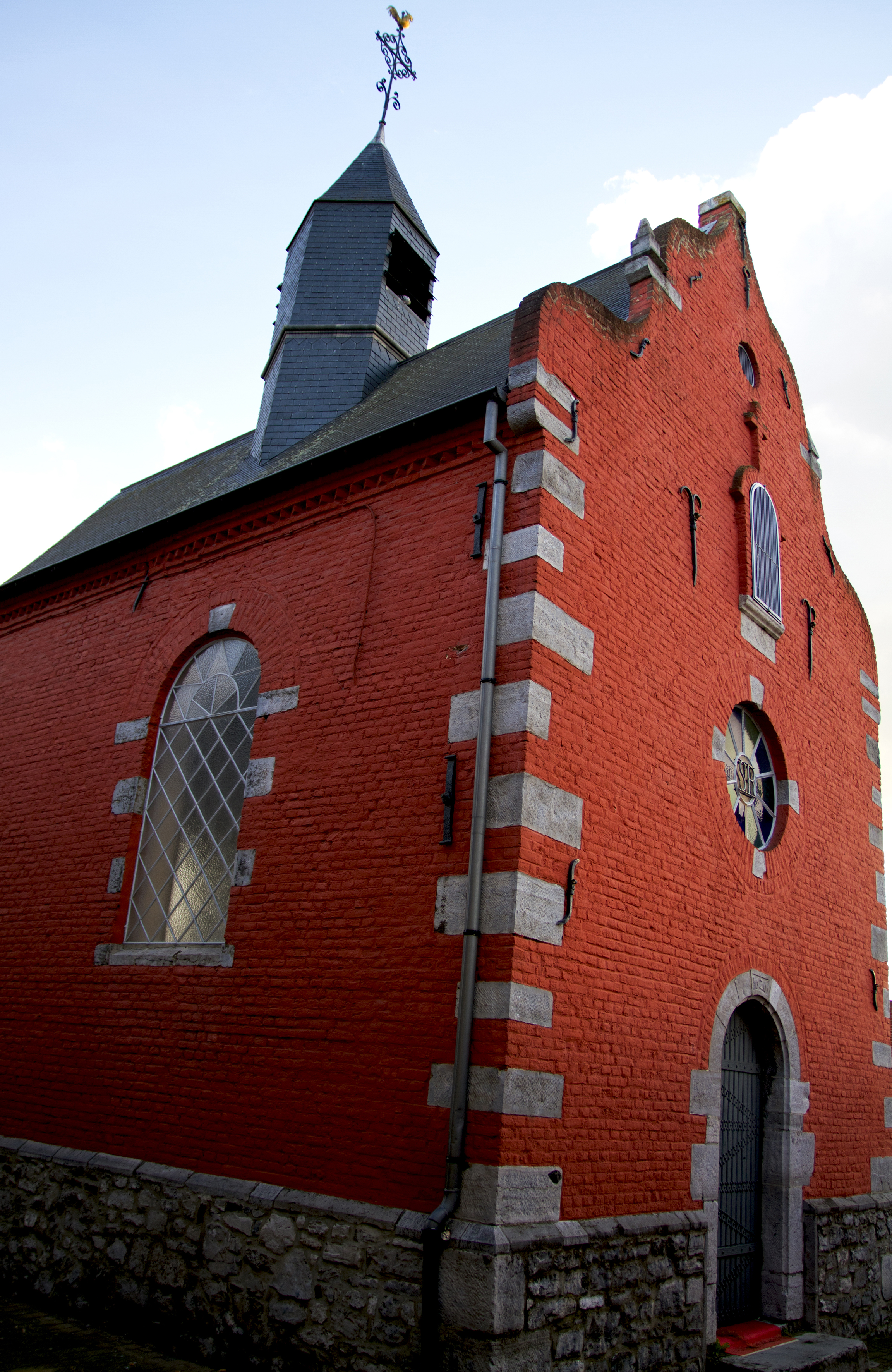
Chapelle Saint-Roch

- De Chapelle Saint-Roch uit 1626, die in 1959 als monument werd beschermd

Deelgemeenten: Bouffioulx · Châtelet · Châtelineau

Overige gehuchten en wijken: Boubier · Chamborgneau · Corbeau · Faubourg · Taillis Pré

Belgische gemeenten · Arrondissement Charleroi · Henegouwen · Wallonië